# Thomas Joseph Tobin

Armes de Mgr Tobin

Thomas Joseph Tobin, né le 1er avril 1948 à Pittsburgh (Pennsylvanie), est un prélat américain, évêque de Providence de 2005 à 2023.

## Biographie
Thomas Tobin naît à Pittsburgh et étudie au St. Mark Seminary High School et à la Gannon University à  Erie, avant d'entrer à la Saint Francis University de Loretto dont il reçoit son Bachelor of Arts en 1969. Ensuite il part pour Rome au collège pontifical nord-américain, afin de suivre les cours de la Grégorienne. Il continue à l'athénée pontifical Saint-Anselme.
Thomas Tobin est ordonné prêtre par Mgr Leonard , le 21 juillet 1973, puis devient vicaire à la paroisse St. Vitus de New Castle jusqu'en 1979. De 1979 à  1984, il est vicaire à la paroisse Saint-Sébastien de Ross Township, puis  secrétaire administratif de Mgr Bevilacqua, vice-secrétaire général du diocèse de Pittsburgh (1987), et vicaire général puis secrétaire général (1990).

### Évêque
Le 3 novembre 1992, Thomas Tobin est nommé évêque auxiliaire de Pittsburgh et évêque titulaire de Novica (de) par Jean-Paul II. Il est consacré le 27 décembre 1992 par Mgr Wuerl. Il s'occupe surtout de tâches administratives.
Le 5 décembre 1995, il est nommé évêque de Youngstown et installé le 2 février suivant. Il est fait docteur honoris causa de son alma mater St. Francis University, en 1997.
Jean-Paul II le nomme évêque de Providence le 31 mars 2005, alors que le souverain pontife n'a plus que quelques jours à vivre. Mgr Tobin est installé le 31 mai 2005. En tant qu'évêque, il fait partie du comité de direction du Providence College et de la Salve Regina University. Il publie régulièrement comme éditorialiste du journal diocésain Without a Doubt. Plus tard ses articles sont publiés en deux volumes: Without a Doubt: Bringing Faith to Life et Effective Faith: Faith that Makes a Difference. En 2006, il est co-consécrateur de Mgr Ralph Walker Nickless à Sioux City.
Lorsque le président Obama a annoncé son soutien à la légalisation du mariage de personnes de même sexe, Mgr Tobin a déclaré que c'était « un jour triste dans l'histoire des États-Unis ». Il a dénoncé à plusieurs reprises le danger d'une culture LGBTQ de plus en plus ancrée dans la société occidentale.